# 六月豪取
六月豪取（日语：ジューンテイク），是日本現役純種競賽馬匹。目前主要勝利有2024年京都新聞盃。

## 出賽前
2021年3月27日出生於北海道浦河町日高牧場，成長途中被馬主吉川潤購入。
其後交由栗東訓練中心練馬師武英智訓練。

## 競賽生涯

### 2歲
2023年7月8日出戰中京競馬場2歲新馬戰，比賽初段維持於有利位置下於直路抽出外檔望空加速，最終成功超越前方對手取得勝利。
8月27日出戰三級賽新潟兩歲錦標，未能由後方位置突圍下最終以第十大敗。
其後出戰桔梗錦標及黃菊賞，均於其中以第四落敗。
12月3日繼續出戰一捷馬戰日本金松賞，比賽初段維持於第三左右的位置推進，於最後彎道逐步透出並開始加速，最終爆發出優秀末腳速度下以3/4馬位取得勝利。
2星期後隨即出戰一級賽朝日盃未來錦標，出閘後放慢速度維持於後方位置，通過彎道前開始變奏加速上前。進入直路後，其餘外檔位置奮力加速衝刺，最終僅未能壓制遠觀天象、潛心鍛鍊及高野冀望以低人氣取得第四。

### 3歲
2024年2月24日以堇錦標作為復出戰，比賽途中繼續以留後戰術展開賽事，縱然於直路上發揮不俗的表現，但仍然未能追上率先透出的旭日全球，最終以1 1/2馬位落敗。
其後出戰表列賽若葉錦標，採用中團戰術下於直路未能順利加速，最終被壓制下僅取得第五的戰績。
5月出戰二級賽京都新聞盃，比賽初段進佔中團位置穩步推進，面對較為平均的步速於比賽中段未有太大動作。進入直路後，其閃入內欄的空隙進行加速，逐步衝刺下成功超越領放馬西方現今，以1馬位優勢取得首個分級賽冠軍。
5月26日順勢挑戰東京優駿（日本打吡），比賽初段處於先頭集團於下於第二圈逐步收慢速度墮後，但於直路上未能重新加速，最終以第十大敗。
進入秋季後，其以神戶新聞盃作為首戰，比賽途中一直維持自身於第二、三左右的位置，但未有過於迫近前方的領放馬名將田原。進入直路，其嘗試加速展開衝刺，但始終無法對名將田原造成威脅，最終以第二落敗。
其後原定以優先出賽權的方式出戰菊花賞，於10月2日被檢查出左前腳出現肌腱炎，最終需要避戰並進入休養。

### 4歲
2024年在6月復出挑戰寶塚紀念，本次被比賽選擇跟前的方式前進，在比賽途中一直維持在領放馬名將田原後方，但於第三、四彎道經已力弱下在直路不斷後退，最終以第十六完賽。

### 詳細賽績
| 日期       | 舉辦國家 | 馬場 | 距離   | 級別 | 賽事名稱       | 負重 | 騎師     | 馬號 | 出馬 | 名次 | 時間   | 頭馬（二馬）         |
| ---------- | -------- | ---- | ------ | ---- | -------------- | ---- | -------- | ---- | ---- | ---- | ------ | -------------------- |
| 8/7/2023   | 日本     | 中京 | 草1400 |      | 2歲新馬        | 55   | 岩田望來 | 6    | 9    | 1    | 1:23.7 | （Laciente）         |
| 27/8/2023  | 日本     | 新潟 | 草1600 | GIII | 新潟兩歲錦標   | 55   | 富田曉   | 7    | 12   | 10   | 1:35.3 | 百塔意城             |
| 16/9/2023  | 日本     | 阪神 | 草1400 | OP   | 桔梗錦標       | 55   | 岩田望來 | 3    | 6    | 4    | 1:21.9 | Quick Bio            |
| 12/11/2023 | 日本     | 京都 | 草2000 |      | 黄菊賞         | 56   | 岩田望來 | 7    | 7    | 4    | 2:02.0 | 緣牽世紀             |
| 3/12/2023  | 日本     | 中京 | 草1600 |      | 日本金松賞     | 56   | 岩田望來 | 6    | 7    | 1    | 1:34.0 | （Regalo del Cielo） |
| 17/12/2023 | 日本     | 阪神 | 草1600 | GI   | 朝日盃未來錦標 | 56   | 杜滿萊   | 14   | 17   | 4    | 1:34.0 | 遠觀天象             |
| 24/2/2024  | 日本     | 阪神 | 草2200 | L    | 堇錦標         | 57   | 岩田望来 | 2    | 10   | 2    | 2:12.3 | 旭日全球             |
| 16/3/2024  | 日本     | 阪神 | 草2000 | L    | 若葉錦標       | 57   | 和田龍二 | 2    | 9    | 5    | 2:00.3 | 跑車男兒             |
| 4/5/2024   | 日本     | 京都 | 草2200 | GII  | 京都新聞盃     | 57   | 藤岡佑介 | 1    | 15   | 1    | 2:11.2 | （西方現今）         |
| 26/5/2024  | 日本     | 東京 | 草2400 | GI   | 東京優駿       | 57   | 岩田望來 | 3    | 17   | 10   | 2:25.3 | 野田分位             |
| 22/9/2024  | 日本     | 中京 | 草2200 | GII  | 神戶新聞盃     | 57   | 藤岡佑介 | 1    | 14   | 2    | 2:11.9 | 名將田原             |
| 16/6/2025  | 日本     | 阪神 | 草2200 | GI   | 寶塚紀念       | 58   | 藤岡佑介 | 14   | 17   | 16   | 2:14.4 | 名將田原             |

## 血統簡介
父系高情厚意爲日本賽駒，生涯戰績優秀，曾勝出一級賽東京優駿（日本打吡），亦贏得法國二級賽尼爾錦標。父系大震撼爲日本賽駒，爲日本賽馬史上第二匹無敗三冠馬，生涯出戰十四場賽事僅得兩場未能勝出，退役後配種成績亦極爲優秀。
母系Admire Sabrina為日本賽駒，生涯僅勝出條件戰級別的賽事。外祖父吉兆爲美國生產的日本賽駒，生涯戰績彪炳，曾於2002年及2003年連霸秋季天皇賞及有馬紀念。

### 血統表
| 父線：週日寧靜系（Halo系）                                                   |                             |                  |               |
| 種馬 高情厚意 2010年（棕色）                                                 | 大震撼 2002年（棗色）       | 週日寧靜         | Halo          |
| 種馬 高情厚意 2010年（棕色）                                                 | 大震撼 2002年（棗色）       | 週日寧靜         | Wishing Well  |
| 種馬 高情厚意 2010年（棕色）                                                 | 大震撼 2002年（棗色）       | 風中秀髮         | Alzao         |
| 種馬 高情厚意 2010年（棕色）                                                 | 大震撼 2002年（棗色）       | 風中秀髮         | Burghclere    |
| 種馬 高情厚意 2010年（棕色）                                                 | Catequil 1990年（棗色）     | 雷貓             | 雷鳥          |
| 種馬 高情厚意 2010年（棕色）                                                 | Catequil 1990年（棗色）     | 雷貓             | Terlingua     |
| 種馬 高情厚意 2010年（棕色）                                                 | Catequil 1990年（棗色）     | Pacific Princess | Damascus      |
| 種馬 高情厚意 2010年（棕色）                                                 | Catequil 1990年（棗色）     | Pacific Princess | Fiji          |
| 繁殖雌馬 Admire Sabrina 2010年（灰色）                                       | 吉兆 1999年（深棗色）       | Kris S.          | 雷弼圖        |
| 繁殖雌馬 Admire Sabrina 2010年（灰色）                                       | 吉兆 1999年（深棗色）       | Kris S.          | Sharp Queen   |
| 繁殖雌馬 Admire Sabrina 2010年（灰色）                                       | 吉兆 1999年（深棗色）       | Tee Kay          | Gold Meridian |
| 繁殖雌馬 Admire Sabrina 2010年（灰色）                                       | 吉兆 1999年（深棗色）       | Tee Kay          | Tri Argo      |
| 繁殖雌馬 Admire Sabrina 2010年（灰色）                                       | Twinkel Veil 2001年（灰色） | 週日寧靜         | Halo          |
| 繁殖雌馬 Admire Sabrina 2010年（灰色）                                       | Twinkel Veil 2001年（灰色） | 週日寧靜         | Wishing Well  |
| 繁殖雌馬 Admire Sabrina 2010年（灰色）                                       | Twinkel Veil 2001年（灰色） | Twinkle Bride    | 利法爾        |
| 繁殖雌馬 Admire Sabrina 2010年（灰色）                                       | Twinkel Veil 2001年（灰色） | Twinkle Bride    | Devil's Bride |
| 雌系：號族：10                                                               |                             |                  |               |
| 五代內近親交配：週日寧靜 3×3、利法爾 5×4、Hail to Reason 5×5×5、北地舞人 5×5 |                             |                  |               |

## 命名由來
名字中，June（ジューン）為馬主吉川潤的冠名，意思就是「六月」，Take（テイク）則有取得之意思，香港則以「豪取」作為翻譯。

## 外部連結
- 六月豪取 netkeiba.com （页面存档备份，存于）
- 血統表 （页面存档备份，存于）